# 960
| Calendário gregoriano                                                        | 960 CMLX                                             |
| Ab urbe condita                                                              | 1713                                                 |
| Calendário arménio                                                           | 409 – 410                                            |
| Calendário bahá'í                                                            | -884 – -883                                          |
| Calendário budista                                                           | 1504                                                 |
| Calendário chinês                                                            | 3656 – 3657 Início a 31 de janeiro (aproximadamente) |
| Calendário copta                                                             | 676 – 677                                            |
| Calendário etíope                                                            | 952 – 953                                            |
| Calendários hindus - Vikram Samvat - Calendário nacional indiano - Cáli Iuga | 1015 – 1016 881 – 882 4060 – 4061                    |
| Calendário Holoceno                                                          | 10960                                                |
| Calendário islâmico                                                          | 349 – 350                                            |
| Calendário judaico                                                           | 4720 – 4721                                          |
| Calendário persa                                                             | 338 – 339                                            |
| Calendário rúnico                                                            | 1210                                                 |
| Calendário solar tailandês                                                   | 1503                                                 |

960 (CMLX, na numeração romana) foi um ano bissexto do século X do Calendário Juliano, da Era de Cristo, teve início a um domingo e terminou a uma segunda-feira e as suas letras dominicais foram  A e G (52 semanas).
No território que viria a ser o reino de Portugal estava em vigor a Era de César que já contava 998 anos.
| Ano completo                       |
| ---------------------------------- |
| Ano bissexto com início ao domingo |

## Eventos
- Sancho I de Leão é proclamado Rei de Leão pela segunda vez.

## Nascimentos
- Senequerim-João, m. 1027, foi rei de Vaspuracânia, Arménia.
- Abu-Nazr Lovesendes, Senhor da Maia, Governador de entre Douro e Lima e fundador do Mosteiro de Santo Tirso.